# 誓願寺 (荒川区)
誓願寺（せいがんじ）は、東京都荒川区にある浄土宗の寺院。

## 概要
999年（長保元年）、恵心僧都源信によって開山された。源信が奥州（東北地方）に向かう途中、川の増水で渡れなかったため、「豊徳」という人物の家に泊まることになった。そして豊徳が自分の家を寺にしたのが由来である。当時は天台宗の寺院であった。
1598年（慶長元年）、増上寺18世法主定誉随波によって、浄土宗の寺院となった。
境内には、徳川家康が巡見した際に腰かけた榎が2本あったといわれているが、現在は存在しない。他に狸獣墓（狸塚）が残されている。

## 墓所
- 高田家（汐入の開拓者）

## 交通アクセス
- 南千住駅より徒歩9分（経路案内）。